# نظيف بن يمن
أبو علي نظيف بن يمن (القرن الرابع الهجري / العاشر الميلادي) هو قس و فيلسوف و رياضي و طبيب.
كان طبيب عضد الدولة وولاه بيمارستانه في بغداد. من آثاره: «شرح كتب اوقليدوس».